# ريوتارو أراكي
ريوتارو أراكي (باليابانية: 荒木 遼太郎) (مواليد 29 يناير 2002) هو لاعب كرة قدم ياباني.

## وصلات خارجية
- ريوتارو أراكي على موقع رابطة كرة القدم اليابانية للمحترفين (اليابانية)
- ريوتارو أراكي على موقع إي إس بي إن إف سي (الإنجليزية)
- ريوتارو أراكي على موقع قاعدة بيانات كرة القدم.إي يو (الإنجليزية)
- ريوتارو أراكي على موقع Soccerbase.com (لاعب) (الإنجليزية)
- ريوتارو أراكي على موقع Soccerway.com (الإنجليزية)
- ريوتارو أراكي على موقع عالم كرة القدم.نت (الإنجليزية)